# Jean Bourgoin (directeur de la photographie)
Pour les articles homonymes, voir Jean Bourgoin et Bourgoin.
Jean Serge Bourgoin est un directeur de la photographie français, né le 4 mars 1913 à Paris 13e et mort le 3 septembre 1991 dans la même ville.

## Biographie

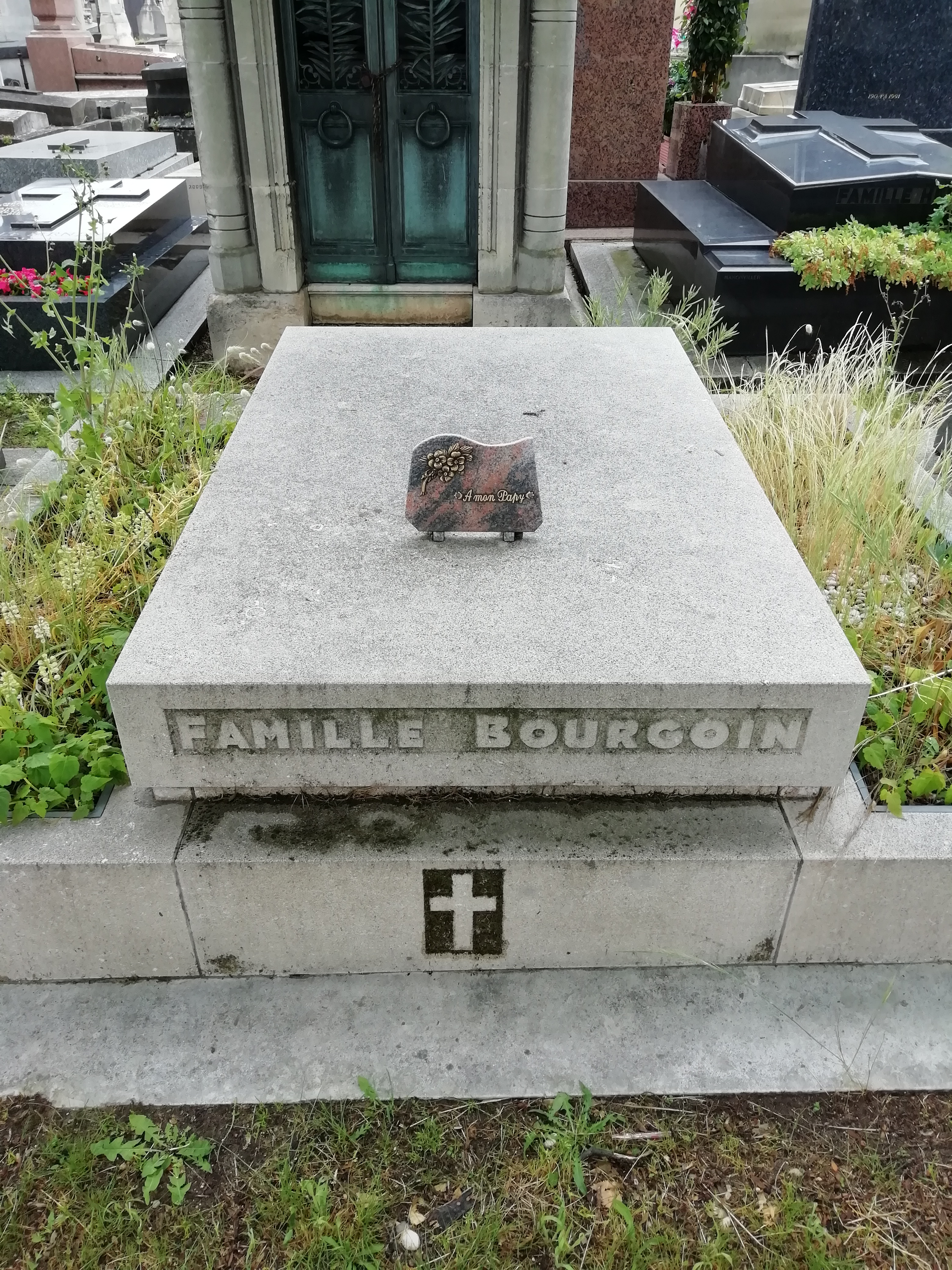
Tombe de Jean Bourgoin au cimetière du Montparnasse (division 2).

## Filmographie
- 1935 : Les Mystères de Paris de Félix Gandéra
- 1936 : Partie de campagne de Jean Renoir (cadreur)
- 1936 : La vie est à nous de Jean Renoir
- 1936 : Le Mort en fuite d'André Berthomieu
- 1937 : Le Temps des cerises de Jean-Paul Le Chanois
- 1937 : La Grande Illusion de Jean Renoir (assistant opérateur)
- 1938 : La Marseillaise de Jean Renoir
- 1940 : L'Or du Cristobal de Jean Stelli
- 1942 : Dernier Atout de Jacques Becker (cadreur)
- 1942 : Monsieur La Souris de Georges Lacombe
- 1943 : Goupi Mains Rouges de Jacques Becker
- 1943 : L'Homme qui vendit son âme de Jean-Paul Paulin
- 1943 : Ceux du rivage de Jacques Séverac
- 1945 : La Boîte aux rêves d'Yves Allégret
- 1946 : Christine se marie de René Le Hénaff
- 1946 : Les Démons de l'aube d'Yves Allégret
- 1947 : Voyage Surprise de Pierre Prévert
- 1947 : La Nuit de Sybille de Jean-Paul Paulin
- 1948 : Colomba d'Émile Couzinet
- 1948 : Au cœur de l'orage de Jean-Paul Le Chanois
- 1948 : Dédée d'Anvers d'Yves Allégret
- 1948 : Rouletabille contre la dame de pique  de Christian Chamborant
- 1949 : La Voix du rêve de Jean-Paul Paulin
- 1949 : Branquignol de Robert Dhéry
- 1949 : Les Amants de Vérone d'André Cayatte
- 1950 : Manèges d'Yves Allégret
- 1950 : Justice est faite d'André Cayatte
- 1951 : Rue des Saussaies de Ralph Habib
- 1951 : Ombre et Lumière d'Henri Calef
- 1951 : Le Vrai Coupable de Pierre Thévenard
- 1952 : La Maison dans la dune de Georges Lampin
- 1952 : Nous sommes tous des assassins d'André Cayatte
- 1952 : Les Conquérants solitaires de Claude Vermorel
- 1953 : C'est arrivé à Paris d'Henri Lavorel
- 1953 : Suivez cet homme de Georges Lampin
- 1953 : Lettre ouverte d'Alex Joffé
- 1954 : Avant le déluge d'André Cayatte
- 1955 : Les Chiffonniers d'Emmaüs de Robert Darène
- 1955 : Dossier secret (Mr. Arkadin) d'Orson Welles
- 1955 : Le Dossier noir d'André Cayatte
- 1955 : Les Hussards d'Alex Joffé
- 1956 : La Rivière des 3 jonques d'André Pergament
- 1956 : Les Assassins du dimanche d'Alex Joffé
- 1958 : La Tour, prends garde ! de Georges Lampin
- 1958 : Mon oncle de Jacques Tati
- 1958 : Goha de Jacques Baratier
- 1959 : Orfeu Negro de Marcel Camus
- 1960 : Une fille pour l'été d'Édouard Molinaro
- 1960 : Les Trois etc. du colonel de Claude Boissol
- 1962 : Trahison sur commande de George Seaton
- 1962 : Le Jour le plus long de Ken Annakin et Andrew Marton
- 1962 : Gigot, le clochard de Belleville de Gene Kelly
- 1963 : Germinal d'Yves Allégret
- 1965 : Pas question le samedi d'Alex Joffé
- 1968 : Les Cracks d'Alex Joffé
- 1970 : Qui ? de Léonard Keigel
- 1971 : L'Homme de désir de Dominique Delouche
- 1972 : La Chambre rouge de Jean-Pierre Berckmans

## Récompenses et distinctions
- Prix spécial pour la photographie en couleurs en 1960 au Festival de Mar del Plata pour Une fille pour l'été
- Oscar de la meilleure photographie en 1963 pour Le Jour le plus long de Ken Annakin et Andrew Marton (partagé avec Walter Wottitz)